# Jenna Ortega
Jenna Marie Ortega (n. 27 septembrie 2002, Coachella Valley⁠(d), California, SUA) este o actriță americană. Ea și-a început cariera de actriță de când era copil, fiind recunoscută pentru rolul ei de tânăra Jane în seria de comedie-dramă The CW Jane the Virgin (2014–2019). Rolul ei inovator a venit în interpretarea lui Harley Diaz în serialul Disney Channel Stuck in the Middle (2016–2018), pentru care a câștigat un premiu Imagen. A jucat-o pe Ellie Alves în cel de-al doilea sezon al seriei de thriller You în 2019 și a jucat în filmul de familie Yes Day (2021), ambele pentru Netflix.
Ortega a primit laude de critică pentru performanța sa din filmul pentru adolescenți The Fallout (2021) și a continuat să joace în filmele de groază Scream și X din 2022. A jucat rolul lui Wednesday Addams în serialul de comedie horror Netflix Wednesday (2022), pentru care a primit nominalizări la Globul de Aur și la Premiile Screen Actors Guild.

## Primii ani
Jenna Marie Ortega s-a născut pe 27 septembrie 2002, în Coachella Valley, California, al patrulea dintre cei șase copii. Tatăl ei este de origine mexicană, iar mama ei este de origine mexicană și portoricană. Datorită carierei sale, Ortega nu a „trăit cu adevărat un stil de viață normal” și și-a exprimat regretul că a ratat experiența tradițională de liceu și etapele de referință ale adolescenței, cum ar fi balul și absolvirea.

## Viața personală
Ortega și-a folosit platformele pentru a promova sprijinul pentru imigranți și politica care îi implică. Ortega este un susținător al Mândriei peste prejudecăți, o campanie care promovează acceptarea față de comunitatea LGBT; ea pledează pentru organizație încă de la vârsta de 13 ani. Ea este pro-imigrație și anti-discriminare, și a declarat pentru Teen Vogue: „Este important să-ți îmbrățișezi cultura astăzi, deoarece există atât de multe etnii diferite în America. În cele din urmă, tu ești tu. Trebuie să rămâi fidel cu tine însuți și nu te poți schimba pentru a te potrivi sau pentru a face pe altcineva să se simtă confortabil.”
În 2020, Ortega a fost numită ambasador al mărcii Neutrogena. Devenind ambasador, ea i-a spus către ¡Hola!: „Nu aș putea fi mai extaziată. O spun iar și iar, dar într-adevăr este un sentiment atât de suprarealist, mai ales cu un brand atât de iconic, pe care l-am admirat pentru așa ceva. mult timp.” În anul următor, Ortega a anunțat pe Instagramul ei că colaborează cu Neutrogena la „For People with Skiprezintă „un angajament de echipă de a promova sănătatea pielii pentru toți consumatorii, indiferent de rasă, vârstă. , etnie, nevoie de piele sau venit.”
În 2022, Ortega a dezvăluit că aproape că a încetat să mai joace pentru a deveni jucător de fotbal. Ea a spus că a jucat în toate pozițiile de atac și, în unele cazuri, ca mijlocaș. A făcut parte ca fată din Organizația portugheză de Fotbal pentru Tineret, un program de fotbal pentru tineri.